# Hyperolius marmoratus
Espèce
Statut de conservation UICN

 LC  : Préoccupation mineure
Hyperolius marmoratus est une espèce d'amphibiens de la famille des Hyperoliidae.

## Répartition
Cette espèce se rencontre :
- dans le sud du Kenya ;
- en Tanzanie ;
- au Mozambique ;
- dans l'est du Malawi ;
- en Angola ;
- au Botswana ;
- au Zimbabwe ;
- au Swaziland ;
- en Afrique du Sud.

## Synonymes

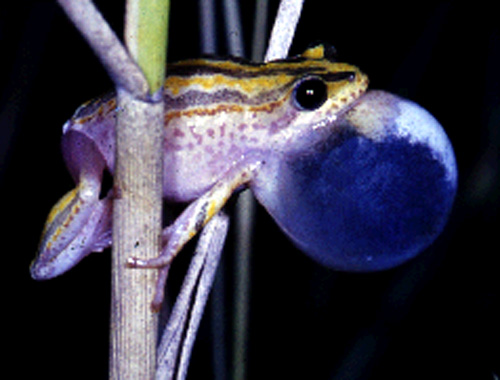

Cette espèce possède un très grand nombre de synonyme :
- Hyperolius verrucosus Smith, 1849
- Hyperolius taeniatus Peters, 1854
- Hyperolius sugillatus Cope, 1862
- Hyperolius citrinus Günther, 1864
- Hyperolius granulosus Peters, 1867 "1866"
- Hyperolius variegatus Peters, 1882
- Hyperolius vermiculatus Peters, 1882
- Rappia vermiculata Pfeffer, 1893
- Rappia plicifera Bocage, 1893
- Rappia rhodoscelis Boulenger, 1901
- Hyperolius marmoratus pondoensis FitzSimons, 1930
- Hyperolius nossibeensis Ahl, 1930
- Hyperolius albifrons Ahl, 1931
- Hyperolius decoratus Ahl, 1931
- Hyperolius dermatus Ahl, 1931
- Hyperolius vermicularis Ahl, 1931
- Hyperolius microstictus Ahl, 1931
- Hyperolius breviceps Ahl, 1931
- Hyperolius nyassae Ahl, 1931
- Hyperolius asper Ahl, 1931
- Hyperolius fuelleborni Ahl, 1931
- Hyperolius guttolineatus Ahl, 1931
- Hyperolius marungaensis Ahl, 1931
- Hyperolius latirostris Laurent, 1943
- Hyperolius lestagei Laurent, 1943
- Hyperolius marmoratus kandoensis Laurent, 1943
- Hyperolius fuliginosus Laurent, 1943
- Hyperolius marmoratus campylogrammus Laurent, 1951
- Hyperolius marmoratus aposematicus Laurent, 1951
- Hyperolius marmoratus epheboides Laurent, 1957
- Hyperolius marmoratus mafianus Laurent, 1961
- Hyperolius marmoratus alborufus Laurent, 1964
- Hyperolius fumosus Pickersgill, 2007

## Publication originale
- Rapp, 1842 : Neue Batrachier. Archiv für Naturgeschichte, vol. 8, no 1, p. 289–291 (texte intégral).